# Stella di neutroni (racconto)
Stella di neutroni (Neutron Star) è un racconto del 1966 dello scrittore Larry Niven vincitore del premio Hugo quale miglior racconto breve nel 1967.
La storia, anche edita come Stella al neutronio, è ambientata nell'universo del ciclo dello Spazio conosciuto.

## Trama
Durante una missione di studio ravvicinata di BVS-1, una stella di neutroni, due scienziati vengono uccisi all'interno di uno scafo della General products da una misteriosa forza. I burattinai, costruttori della nave, vogliono capire cosa ha potuto penetrare nell'astronave e danneggiare l'equipaggio. Se la notizia venisse diffusa senza un'adeguata motivazione sarebbe un grave danno per l'immagine della società.
Per tale motivo viene incaricato un umano, Beowulf Shaeffer, in gravi difficoltà economiche promettendogli l'azzeramento dei suoi debiti e un congruo compenso. Shaeffer accetta la missione a patto naturalmente di avere anch'egli uno scafo della General products equipaggiato con i migliori motori e armamenti disponibili. Si accinge quindi, a bordo della appena varata Skydiver, a replicare la missione originale nella speranza di non venire ucciso a sua volta.
Durante la fase di avvicinamento il pilota automatico viene impostato per seguire una traiettoria iperbolica che dovrebbe portare l'astronave a raggiungere l'apside in 24 ore. Man mano che si avvicina alla stessa Shaeffer nota che la prua della nave tende ad orientarsi verso la stella piuttosto che lungo la rotta stabilita. Quando la forza misteriosa supera una gravità terrestre decide di accendere i propulsori per compensare la spinta finché non ritorna in caduta libera (nonostante l'accelerometro della nave registri ancora 1,2 g). A questo punto Shaetter si rende finalmente conto che la forza misteriosa non è altro che la forza di marea che sta cercando di forzare le estremità della nave su due orbite differenti.
Dove aver spento i motori Sheaffer si muove verso la parte centrale della nave, il suo centro di massa. Quando la nave raggiunge il perielio la forza di marea diventa fortissima ma nonostante ciò riesce a non perdere la presa e sopravvivere.
Una volta tornato alla base viene ricoverato in ospedale e mentre riferisce le sue scoperte al burattinaio si rende conto che quest'ultimo non conosce la forza di marea e di conseguenza intuisce che il suo pianeta natale deve essere privo di una luna. Tale informazione si rivela molto preziosa in quanto i burattinai hanno sempre tenuto segreta l'ubicazione del loro pianeta. Quando Sheaffer minaccia di rivelare al pubblico la cosa il burattinaio è costretto a pagargli una cifra astronomica per il suo silenzio.

## Edizioni italiane
- Antologia scolastica n.3, 28 maggio 1972, Urania 593, Arnoldo Mondadori Editore, Milano come Stella al neutronio
- I Premi Hugo 1955-1975, novembre 1978, Grandi Opere Nord [4], Editrice Nord, Milano, ISBN 88-429-0587-9
- Antologia scolastica, luglio 1980, Biblioteca di Urania 6, Arnoldo Mondadori Editore, Milano come Stella al neutronio
- I premi Hugo 1955-1975, novembre 1980, Grandi Scrittori di Fantascienza a. I, n. 6, Euroclub, Milano
- Dove da qui? Antologia scolastica, gennaio 1992, Oscar Fantascienza 98, Arnoldo Mondadori Editore, Milano, ISBN 88-04-35478-X
- Le grandi storie della fantascienza. Premi Hugo 1964-1968, aprile 1994, Oscar Fantascienza 116, Arnoldo Mondadori Editore, Milano, ISBN 88-04-38222-8
- I premi Hugo 1967-1968, dicembre 1994, Classici Urania 213, Arnoldo Mondadori Editore, Milano, ISSN 1120-4966